# Hyphodontia sphaerospora
Hyphodontia sphaerospora är en svampart som först beskrevs av N. Maek., och fick sitt nu gällande namn av Hjortstam 2002. Hyphodontia sphaerospora ingår i släktet Hyphodontia och familjen Schizoporaceae.   Inga underarter finns listade i Catalogue of Life.